# Крстич, Милош
Милош Крстич (серб. Милош Крстић; 7 марта 1987, Сврлиг) — сербский футболист, полузащитник клуба «Рад».

## Карьера
Начинал карьеру в академии «Партизана». В 2005 году Крстич попал на просмотр в «Челси», но англичане не стали подписывать контракт с игроком. На взрослом уровне он дебютировал в футбольном клубе «Рад», а затем перешёл в «Олимпик», за основной состав которого не сыграл ни одного матча. В 2008 году он был отдан в короткую аренду клубу Лиги 2 «Аяччо», где провёл 7 матчей.
В 2009 году Крстич возвращается в Сербию и подписывает контракт с ОФК. Здесь он стал ключевым игроком и помог команде завершить сезон 2009/10 на высокой строчке в таблице. В 2011 году Милош был близок к переходу в «Црвену звезду».
25 января 2012 года подписал контракт с сербской «Ягодиной» сроком на 2 года. Он забил 7 голов в 15 матчах за этот клуб Но вскоре Крстич уехал в Корею и стал играть за местные клубы.
29 июня 2012 Крстич перешёл в швейцарский «Тун». Перед началом сезона он сломал берцовую кость и восстановился только к зиме. После нескольких лет, в течение которых Милош поиграл в ряде клубах, в 2016 году Крстич вернулся в «Рад».